# Anglards-de-Saint-Flour

Anglards-de-Saint-Flour este o comună în departamentul Cantal, Franța. În 1 ianuarie 2022 avea o populație de 403 de locuitori.